# Слобода (Воронежская область)
Слобода́ — село в Бобровском районе Воронежской области России.
Административный центр Слободского сельского поселения.

## История
Населённый пункт возник в 1845 году как солдатская слободка при Хреновском конном заводе, основанном в 1776 году.
В 1948 году Слобода получила статус посёлка городского типа.
В 1998 году вновь стала селом.

## Население
| 1959  | 1970  | 1979  | 1989  | 2000  | 2002  | 2005  |
| ----- | ----- | ----- | ----- | ----- | ----- | ----- |
| 5611  | ↘4037 | ↗4719 | ↘4282 | ↘4010 | ↘3568 | →3568 |
| 2010  | 2021  |       |       |       |       |       |
| ↗3686 | ↗3919 |       |       |       |       |       |

## Инфраструктура
Конезавод, выращивающий орловских рысаков и арабских лошадей, является главным предприятием села, на котором работает более 500 человек. Его постройки в 1960 году объявлены памятником истории и архитектуры.